# Ludkovice
Ludkovice (Duits: Ludkowitz) is een Tsjechische gemeente in de regio Zlín, en maakt deel uit van het district Zlín.
Ludkovice telt 703 inwoners.
Bělov · Biskupice · Bohuslavice nad Vláří · Bohuslavice u Zlína · Bratřejov · Brumov-Bylnice · Březnice · Březová · Březůvky · Dešná · Dobrkovice · Dolní Lhota · Doubravy · Drnovice · Držková · Fryšták · Halenkovice · Haluzice · Horní Lhota · Hostišová · Hrobice · Hřivínův Újezd · Hvozdná · Jasenná · Jestřabí · Kaňovice · Karlovice · Kašava · Kelníky · Komárov · Křekov · Lhota · Lhotsko · Lípa · Lipová · Loučka · Ludkovice · Luhačovice · Lukov · Lukoveček · Lutonina · Machová · Mysločovice · Napajedla · Návojná · Nedašov · Nedašova Lhota · Neubuz · Oldřichovice · Ostrata · Otrokovice · Petrůvka · Podhradí · Podkopná Lhota · Pohořelice · Poteč · Pozlovice · Provodov · Racková · Rokytnice · Rudimov · Sazovice · Sehradice · Slavičín · Slopné · Slušovice · Spytihněv · Šanov · Šarovy · Štítná nad Vláří-Popov · Študlov ·  Tečovice · Tichov · Tlumačov · Trnava · Ublo · Újezd · Valašské Klobouky · Valašské Příkazy · Velký Ořechov · Veselá · Vizovice · Vlachova Lhota · Vlachovice · Vlčková · Všemina · Vysoké Pole · Zádveřice-Raková · Zlín · Želechovice nad Dřevnicí · Žlutava